# Xu Zhu
Xu Chu (- 230), nome de cortesia Zhongkang, foi um general militar chinês que viveu durante o final da dinastia Han Oriental e o período dos Três Reinos da China. 
Ele começou sua carreira como guarda-costas de Cao Cao e mais tarde tornou-se general no estado de Cao Wei durante o período dos Três Reinos. Ele foi descrito como um homem grande e forte, mas simplório e honesto. Após sua morte, ele foi homenageado postumamente com o título de "Marquês Zhuang", que significa literalmente "marquês robusto".